# مدرسة الشرطة محمد يوسفي
مدرسة الشرطة بشلف أو مدرسة الشرطة محمد يوسفي هي أحد مراكز تكوين الشرطة الجزائرية، تم إنشائها لتلبية الحاجيات التكوينية للشرطة الجزائرية وذلك بمدينة الشلف.